# Azra Quraishi
Pour les articles homonymes, voir Quraishi.
Azra Quraishi (22 septembre 1945 - 22 novembre 2002) est une botaniste pakistanaise. Elle s'est fait connaître pour ses travaux sur la culture de tissus végétaux. Elle reçoit le prix Borlaug en 1997 et l'Ordre des Palmes académiques en 2002.

## Jeunesse et formation
Quraishi naît le 22 septembre 1945 au Rajasthan (Inde) d'Abdus Sattar Quraishi, chirurgien, et de Salma Quraishi. Sa famille déménage en 1951 à Rawalpindi au Pakistan à la suite du bouleversement provoqué par la Partition des Indes orchestrée par les Britanniques. Elle obtient son Bachelor of Science du Gordon College dans sa ville natale et, en 1966, son Master of Science du département de botanique de l'Université du Punjab à Lahore.

## Carrière
Après avoir enseigné pendant plusieurs années au Viqar-un-Nisa Girls College à Rawalpindi, Quraishi part à l'étranger grâce à une bourse du gouvernement pakistanais. Elle obtient une maîtrise en 1973 pour ses recherches en culture de tissus sur Solanum tuberosum var., BF-15. En trois ans, elle reçoit son doctorat à l'Université de Paris-Sud d'Orsay (France), pour une « étude de la caulogenèse et de l'organogenèse à partir d'explants de pousses in vitro de Solanum tuberosum var., BF-15 ».
En 1978, elle part au Canada et rejoint le groupe du Dr Hiruki, professeur de virologie végétale à l'Université de l'Alberta (Edmonton). Elle travaille sur la culture des protoplastes en tant que boursière postdoctorale. En 1979, elle entre à l'Institut nucléaire d'agriculture et de biologie (NIAB) de Faisalabad. Elle y travaille comme agent scientifique principale (1979-1980) et développe un groupe de travail sur la culture de tissus végétaux. Pendant une brève période, elle enseigne à l'Université Quaid-e-Azam d'Islamabad. Le Dr Amir Mohammad, alors président du PARC, lui confie la responsabilité d'établir des programmes nationaux de culture tissulaire.
Quraishi créé des pommes de terre de semence sans virus au Pakistan, ce qui permet une augmentation de la production nationale de pommes de terre de 5%. Ses recherches améliorent la position commerciale de son pays en réduisant la nécessité d'importer des pommes de terre de semence des Pays-Bas. Cette contribution lui vaut une reconnaissance nationale. Elle lance également avec succès des projets de micropropagation de banane, de palmier dattier et de dépistage de la tolérance au sel par la culture de tissus dans des cultivars locaux de blé et de riz.
Elle publie plus de 140 articles de recherche.
Pour ses contributions, elle reçoit, en 1992, le Prix Hamdard du Pakistan, en 1997, le Prix Norman Borlaug pour la recherche et l'application sur le terrain, en 2001, le Prix du millénaire de la meilleure scientifique décerné par le Pakistan Agricultural Research Council et enfin, en 2002, l'Ordre des Palmes académiques de France[réf. souhaitée]
Elle décède le 22 novembre 2002 à l'âge de 57 ans.

## Publications majeures
- (en) Akhtar. N. et Quraishi, A., « Response of wheat to NaCl stress by means of tissue culture », eds: Ilahi I., and Hussain F. Pro. Appr. prob. pl.,‎ 1985, p. 20-26[5]
- (en) Akhtar N., Abbas, S.T., and Quraishi, A.,, « Screening of local wheat and rice cultivars against salt tolerance through tissue culture », eds: Ahmad, R., and Pietro, A.S. Pro. Prospects for Biosaline Res.,‎ 1985, p. 57-66[5]
- (en) Akhtar N. et Quraishi, A., « Effect of salinity on callogenesis and organogenesis in four wheat varieties. », Eds: Quraishi A. and John I. Pro. Pl. Tiss. Cult.,‎ 1983, p. 64-72[5]
- (en) Abbas, S.T., Akhtar N., et Quraishi, A., « Effect of NaCl and Cacl2 on callus induction in Oryza sativa. », Eds: Quraishi, A and John, I. Pro. pl. Tiss. Cult.,‎ 1983, p. 56-63[5]
- (en) Hussain, I. Muhammad, A. Hamid, R. et Quraishi, A., « In vitro multiplication of Gladiolus crassifolius L. », Plant Tissue Culture. Vol.11 (2),‎ 2001, p. 125-127[4]
- (en) I. Hussain, A. Muhammad et A. Quraishi, « In vitro cormlet production in Gladiolus crassifolius L. cv. Pink. Pak. », J. Biological Sciences. Vol.4(5),‎ 2001, p. 535-536[4]
- (en) Quraishi, A et A. Muhammad, « Impact of banana biotechnology in Pakistan. », J. Sci. Tech and Dev. Vol 20(1),‎ 2001, p. 1-5[4]
- (en) Quraishi, Azra; et al., « Sustained Multiplication of Long Term Embryogenic Cultures of Date Palm and Their Field Performance. », Pakistan Journal of Botany. (1),‎ 2001, p. 135–141